# Пятигорский трамвай

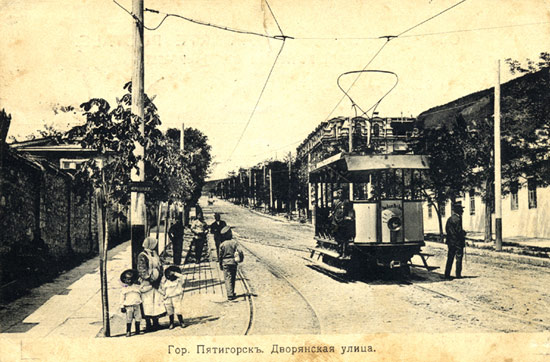
Дореволюционная фотография пятигорского трамвая на ул. Дворянской

Пятигорский трамвай — трамвайная система в городе Пятигорске Ставропольского края, Россия. Единственная в Ставропольском крае трамвайная система (до 1966 года действовал кисловодский грузовой трамвай, ровесник Пятигорского). Функционирует с 1 сентября 1903 года.

## История

### Нереализованные проекты (1898—1902 г.)
Разговоры о необходимости проведения в Пятигорске городского рельсового транспорта возникли в конце XIX века. В 1898 году торговым домом «Н. Феттер и Е. Гинкель» был предложен первый проект трамвая. В апреле 1899 года городским головой Пятигорска было подготовлено «Обязательное постановление», по которому устанавливалась скорость, интервал движения вагонов и плата за проезд в трамвае. Однако условия, выставленные городской администрацией, не устроили представителей торгового дома из Москвы и проект был заморожен.
В июле 1900 года было рассмотрено предложение от И. Г. Корбулы, который соглашался на все условия городской администрации и готов был внести залог. Весной 1902 года администрация в лице городского головы Н. Архипова подготовила письмо для Терского областного правления в котором описывало желание устроить трамвай на керосиновом ходу. В марте 1902 года из Владикавказа пришёл ответ в котором указывалось на то, что требуется разработать проектно-сметную документацию трамвайной сети и после этого обращаться в областное правление. Проект не получил развития.

### Становление (1902—1920 годы)
В 1902 году акционерное общество «Сименс и Гальске» за 493 тысячи рублей обязалось поставить все необходимые материалы и провести двухпутную узкоколейную линию от железнодорожного вокзала до Елизаветинской (ныне Академический) галереи и однопутную линию от галереи до курортного района Провал. Эта же компания выделила подвижной состав, построила электростанцию и трамвайное депо. Построенную близ Ессентуков гидроэлектростанцию «Белый Уголь» по праву можно считать одной из первых в России.
В мае 1903 года у железнодорожного вокзала было начато строительство трамвайного депо для вагонов строящейся в городе трамвайной линии.

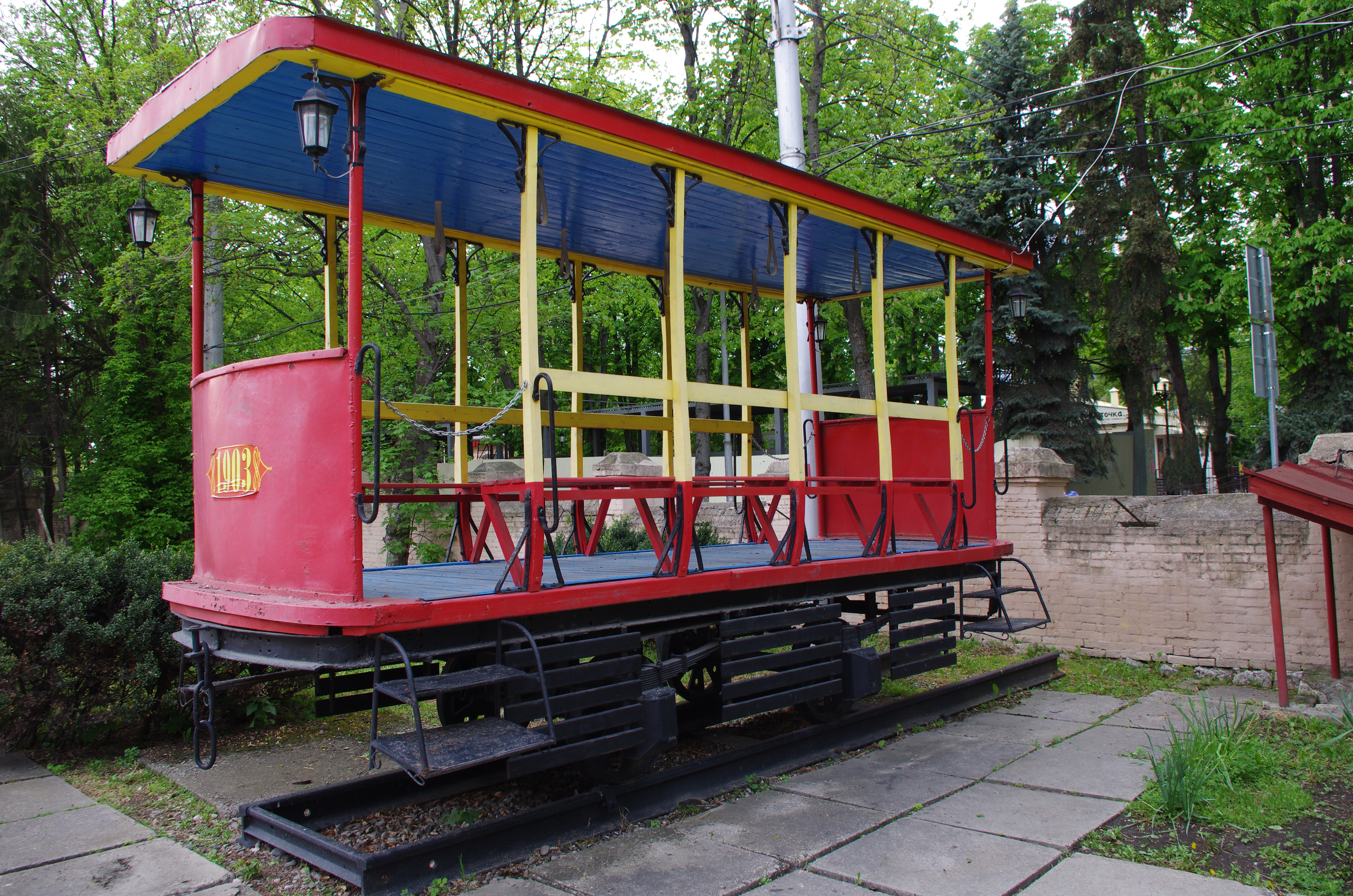
Памятник первому трамваю на территории трамвайного депо в Пятигорске

Пуск пятигорского трамвая явился событием настолько значительным — первый трамвай был пущен 1 сентября 1903 года, — что был приурочен к 100-летию курортов Кавказских Минеральных Вод, а на пробном открытии движения присутствовали сам Его Высочество принц Александр Петрович Ольденбургский и министр А. С. Ермолов. Через две недели, после тщательной приёмки Управлением Вод всего сооружения, началось регулярное движение трамваев (регулярная эксплуатация трамваев с пассажирами началась 5 мая 1904 года). В то время в городе было всего два маршрута «Вокзал» — «Городской парк» — «Цветник» — «Сабанеевские ванны» (у Елизаветинской галереи) и «Цветник» — «Провал» общей протяжённостью 8,2 км. На линиях эксплуатировалось 12 моторных вагонов и несколько открытых прицепов.
Движение вагонов трамвая по линии «Цветник» — «Провал» было запущено 14 августа 1904 года. Проезд по каждой линии стоит 10 коп.
26.05/08.06 1905 года был выпущен первый трамвайный вагон, целиком построенный в мастерской трамвайного депо. За зиму таких вагонов в местной мастерской было построено четыре.
19.06/02.07.1907 года начала работу аккумуляторная станция, построенная по проекту арх. А. И. Кузнецова во дворе трамвайного депо (ныне — проспект Кирова, 85). Зарядка аккумуляторных батарей от ГЭС проходила в ночное время. Накопленная электроэнергия обеспечивала работу трамваев в течение 10-12 часов.
В 1910-е годы проблема нехватки электроэнергии усугубилась. Центральная гидравлическая электростанция на р. Подкумок (ГЭС), которая должна была вырабатывать более 600 кВт, на самом деле могла дать только 125 кВт. Было принято решение начать строительство тепловой электростанции в Пятигорске. В январе 1913 года движение электрического трамвая было вновь остановлено. Причиной этому стал замёрзший канал ГЭС.
Разруха, наступившая после Октябрьской революции 1917 года, коснулась и транспортного хозяйства. В годы гражданской войны трамвай практически не работал. В 1918 году по инициативе С. М. Кирова на базе ремонтных мастерских пятигорского трамвайного депо был организован патронно-пульный завод, изготовивший для Красной Армии около 30 млн патронов.

### В годы первых пятилеток (1920—1941 гг.)
В марте 1920 года пассажирские и грузовые перевозки были возобновлены. По состоянию на 1920 год в Пятигорске было 15 моторных и 8 прицепных трамвайных вагонов, из которых в полностью ходовом состоянии поддерживалось 11 и 1 соответственно. В течение 1920-х годов трамвайная сеть Пятигорска значительно увеличила свои размеры. Пятигорский трамвай, переданный в 1918 году в ведение Горкомхоза, с 1 мая 1922 году поступил в распоряжение электроуправления «Эльмехтрест».
«Эльмехтрест» в 1922—1923 годах проложил однопутную линии длиной 1,6 км по бывшей Большой Георгиевской улице в район Кабардинка. 7 ноября 1924 года было открыто движение по однопутному участку на ул. Февральской в сторону района Ново-Пятигорск. Этот маршрут сохранился почти без изменений до наших дней. На этой линии был построен каменный мост через небольшую реку. Продолжалось строительство каменного моста через р. Подкумок и укладка трамвайной линии в станицу Горячеводскую, движение по которой было открыто 10 июня 1926 года.
В 1926 году существовали следующие маршруты: № 1 (Цветник — Новосабанеевские ванны), № 2 (Вокзал — Цветник), № 3 (Теплосерные ванны — Мясокомбинат), № 4 (Цветник, ул. К. Маркса — Провал), № 5 (Вокзал — Ново-Пятигорск, Скачки), маршрут № 6 (сквер Анджиевского — ул. Теплосерная — Горячеводская площадь).
Для организации грузового движения были построены ветки: в 1927 году на завод «Факел» (близ мясокомбината), в 1935 году на товарный двор ж/д станции и на городскую теплоэлектростанцию (ул. Малыгина). Протяжённость трамвайных путей к концу 1930-х годов составила 19,6 км. По состоянию на 1940 в парке насчитывалось 28 моторных и 12 прицепных вагонов, а также 8 грузовых платформ и 2 электровоза. Таким образом, перед Великой Отечественной войной трамвай выполнял не только пассажирские, но и грузовые перевозки. Популярность трамвая была велика: в 1940 году за год было перевезено 26,7 млн пассажиров (при численности населения Пятигорска около 60 тысяч человек).
15 апреля 1934 года был закрыт трамвайный маршрут «Цветник-Провал» в связи с аварией, линия демонтирована после ВОВ. По другим данным маршрут действовал, по крайней мере, до мая 1941 года.
О тогдашних маршрутах и их номерах сохранилось очень мало сведений. Старожилы вспоминают, что в те далёкие годы не было прямой связи между Вокзалом и Мясокомбинатом. Чтобы доехать до Мясокомбината или Горячеводска, необходимо было доехать до «Цветника», а там пешком пройти несколько сот метров до остановки «Радоновые ванны», а оттуда выполнялись рейсы на Мясокомбинат и Горячеводск. Но рельсы между Цветником и Радоновыми ваннами лежали, и по ним совершались утренние и вечерние нулевые рейсы. Почему не было тогда прямого маршрута «Скачки» — «Вокзал» — «Цветник» — «Горячеводск», остаётся только догадываться: видимо это было связано с трудностью организации регулярного движения с малыми интервалами на одноколейке. Также очень мало сведений сохранилось о типах подвижного состава. По непроверенным данным, несколько вагонов было изготовлено непосредственно в ремонтных мастерских Пятигорского трамвайного депо. Известно также, что в 1938 году в Пятигорске появилось несколько моторных вагонов серии Х на узкоколейных тележках.

### Великая Отечественная война (1941—1943 г.)
С началом ВОВ резко сократилось число перевозимых пассажиров — в 1941 году трамваи перевезли всего 22 млн человек. 9 августа 1942 года Пятигорск был оккупирован нацистами. Трамвай не мог больше работать в нормальном режиме. Оккупация продолжалась до 11 января 1943 года. Но самое тяжкое время для трамвайщиков наступило при отступлении немецких оккупантов, которые нанесли серьёзный урон городу в целом и трамвайному хозяйству в частности. Были сожжены некоторые важные городские объекты, пострадало трамвайное депо, энергохозяйство взорвано. Было выведено из строя несколько вагонов. Кроме того, были уничтожены (разрушены) почти все пути, рельсы вывезены.

### После изгнания врага (1943—1945 г.)
После освобождения города, в первые послевоенные годы были выдвинуты (модная тогда) идея-вопрос о полной ликвидации пятигорского трамвайного хозяйства — настолько велики были разрушения. Не стоит забывать, что именно в то время во многих городах СССР были ликвидированы десятки километров трамвайных линий (и всего трамвайного сообщения). Авторитетные московские специалисты хотели пустить в Пятигорске троллейбус вместо трамвая. Но на развалины почти сразу после изгнания врага пришли старые рабочие трамвая (пятигорчане) и по собственной инициативе, без оплаты, приступили к восстановлению своего родного предприятия. Позднее восстановительные работы и приведение в порядок сильно пострадавшего трамвайного хозяйства приняли плановый и массовый характер (с привлечением и под распоряжением местных пятигорских властей).
В июле 1944 года готовится к пуску трамвайное движение по маршруту «Цветник-Провал» (рельсы разобраны в 1947 года), затем — «Вокзал — Новопятигорск» до бани.

### Послевоенные годы (1945—1990 г.)
К 1945 году трамвайная сеть в основном залечила раны войны. К окончанию войны и к концу 1940-х годов протяжённость путей несколько уменьшилась до 11,4 км, так как была закрыта линия на Провал. Линию на Провал, сильно разрушенную фашистами, просто не стали восстанавливать после войны.
В мае 1946 года началось регулярное движение от железнодорожного вокзала до Колхозной площади.
В 1947 году разобраны рельсы на маршруте «Цветник-Провал».
Трамвайная сеть продолжала расширяться, росли пассажирские перевозки: За 1945 год трамвай перевёз 4,9 млн пассажиров; 1951 год — 12 млн человек. Возникла проблема обновления подвижного состава — ведь в 1940-х годах ещё работали вагоны самой первой партии 1903 года, пережившие разруху начала 1920-х годов и Великую Отечественную войну. Сначала пятигорчане попытались заполучить немецкие трофейные вагоны из Тильзит (ныне — город Советск Калининградской обл.), но они поступили в Симферополь. Поэтому в 1952 году Пятигорск заказал партию подержанных вагонов в Ленинграде (6 моторных модели МС и 2 прицепных). Вагоны были оборудованы специальными тележками для колеи 1000 мм.
Вообще же, по состоянию на начало 1950-х годов, в пятигорском депо имелось: упомянутые выше ленинградские вагоны МС (6 шт.) с прицепами (2 шт.), вагоны Х (6 шт.) с прицепами М (2 шт.), самые первые вагоны из партии 1903 года (3 шт.) и 10 самодельных прицепов-«босоножек» выпуска 1910—1930-х годов. Итого получалось 15 моторных и 14 прицепных вагонов. Очевидно, из них были составлены двухвагонные поезда. Но 14 поездов для Пятигорска было мало, интервалы движения были велики, поэтому закупка нового подвижного состава продолжилась.
В 1957 году в Пятигорск пришла первая партия восточногерманских узкоколейных моторных вагонов Lowa T54 и прицепных B54. Вагоны были не совсем новыми: перед отправкой в Пятигорск они проработали несколько лет в Выборге, но затем из-за ликвидации выборгского трамвая были отправлены в Пятигорск. Изящные квадратные вагоны с большими окнами выделялись среди деревянных вагонов 1900—1930-х годов своим современным видом, и пятигорчанам они сразу понравились. Поэтому закупки продолжились, и в самом конце 1950-х в Пятигорск из ГДР прибыло несколько десятков моторных вагонов моделей Gotha T57 и T59 с прицепами B57 и B59. К началу 1961 года в Пятигорске имелось уже 25 моторных и 20 прицепных немецких вагонов. Благодаря этим поставкам удалось полностью избавится от устаревших моторных и прицепных вагонов начала века. Но вагонов всё равно не хватало, поэтому моторные вагоны Х и прицепные М выпуска 1930-х годов списывать не стали. Кроме того, в Пятигорск пришло ещё несколько подержанных Х и М из Астрахани. Количество Х и М к 1961 году было доведено до 8 и 3 шт. соответственно. В конце 1950-х годов сеть трамвая была расширена: введена в строй линия от Парка им. Кирова до улицы Пастухова с перспективой продления в сторону железнодорожной станции «Лермонтовская». На пересечении ул. Пастухова и нового проспекта им. 40-летия Октября был устроен трамвайный треугольник. Кроме того, на многих ранее одноколейных участках были уложены «вторые» пути. Длина трамвайных путей превысила 35 км (в 1957), а количество перевозимых пассажиров возросло до 26 млн человек за год — по пассажироперевозкам трамвай вышел на довоенный уровень. В первой половине 1960-х годов в Пятигорск поступило ещё несколько десятков немецких вагонов усовершенствованных моделей Gotha T2-62 и B2-62. К 1965 году количество вагонов Lowa и Gotha достигло 80 единиц (40 моторных и 40 прицепных), то есть на линию выпускалось до 40 двухвагонных сцепок. Все старые моторные и прицепные вагоны, включая Х и МС, были списаны. Старожилы вспоминают, что последние вагоны Х исчезли с маршрутов в 1967 году.
Тем временем завершилось строительство линии в микрорайон «Белая ромашка» — так назвали новый спальный район, находящийся вблизи железнодорожной станции «Лермонтовская» («Лермонтовский разъезд»). Треугольник на ул. Пастухова был ликвидирован.
В конце 1960-х годов в Пятигорске действовали следующие маршруты:
№ 1 «Железнодорожный вокзал» — «Парк им. Кирова» — «Парк „Цветник“» — «Радоновые ванны» — «Теплосерная» — «Мясокомбинат»;
№ 2 «Скачки» — «Железнодорожный вокзал» — «Парк им. Кирова» — «Белая Ромашка»;
№ 3 «Скачки» — «Железнодорожный вокзал» — «Парк им. Кирова» — «Цветник» — «Теплосерная» — «Горячеводская площадь»;
№ 4 «Белая Ромашка» — «Парк им. Кирова» — «Цветник» — «Теплосерная» — «Горячеводская площадь».
В 60-е годы трамвайную систему планировалось перешить с колеи 1000 мм на колею 1520 мм, для этого были увеличены расстояния между путями и поставлены вагоны T3SU шириной 2500 мм, однако реализовать эти планы не удалось.
В конце 60-х годов были проведены эксперименты по изменению некоторых маршрутов. Маршрут № 2 назначили следовать от Скачек сначала в Горячеводск, откуда на Белую ромашку, а затем на Скачки, а маршрут № 4 — во встречном направлении, то есть «Скачки» — «Белая Ромашка» — «Горячеводская площадь» — «Скачки». Это вызвало некоторый хаос в движении трамваев и справедливые возмущения пятигорчан, потому эксперимент был отменён.
Уже к середине 1960-х годов стало ясно, что немецкие трамвайные вагоны слишком малы и не справляются с резко возросшими перевозками. Поэтому было решено закупить партию из 10 комфортабельных чехословацких вагонов Tatra Т3 (а точнее Т3 SU — модификация для СССР). Первые вагоны этой серии появились в Пятигорске в 1967 году. Они вмещали гораздо больше пассажиров, чем Gotha. Поэтому был взят курс на массовые поставки Т3, и в течение 1972—1978 годов было получено ещё 102 вагона. Это позволило к 1976 году полностью списать все немецкие вагоны, но некоторые эксплуатировались и в 1977 году. Ни один из них не сохранился до наших дней.
В 1973 году депо возле ост. «Железнодорожный вокзал» стало тесным для новых вагонов, поэтому было построено новое благоустроенное депо на западной окраине города на 100 вагонов рядом с улицей 5-й переулок. От «Скачек» до «5-го переулка» была проложена новая линия, и по ней продлён маршрут № 2. С постройкой нового депо старое перестало использоваться для отстоя вагонов, но цех по ремонту узкоколейных тележек всё же остался на территории старого депо. В 1970-х годах проводилась реконструкция всей трамвайной системы: деревянные опоры контактной сети были заменены на железобетонные, уложены новые рельсы, заменены стрелочные переводы, на тяговых подстанциях ртутные выпрямители были заменены на кремниевые. Были построены новые диспетчерские пункты, оборудованные радиосвязью.
Всё это положительно повлияло на качество перевозок: в 1977 году трамвай перевозил более 42 млн пассажиров, ежедневный выпуск на линии составляло более 30 двухвагонных поездов Т3 (65-70 вагонов). В 1978 году вступила в строй линия от Горячеводской площади до ул. Георгиевской. Протяжённость путей превысила 40 км. До ул. Георгиевской (до окраины города) был продлён маршрут № 4. Примерно тогда же было построено новое кольцо на ост. «Колхозная пл.» и пущен маршрут № 5 «Колхозная пл.» — «5-й переулок». За период с 1978 по 1987 год ежедневный выпуск вагонов на маршруты составлял уже более 72 единиц, при этом пробег каждого вагона равнялся примерно 5,8 млн км. Число пассажиров, перевозимых трамваями, неуклонно росло и достигло отметки 48 млн в год.
В 1980-х годах пятигорский трамвай продолжал развиваться. В 1987 году была заказана партия из 5 вагонов Т3, которые заменили собой несколько самых старых Т3. А в 1988 году уже пришли вагоны следующего поколения — «змейки» («гармошки») Tatra КТ4 SU . Всего за 1988—1990 годы пришло 25 вагонов KТ4, и примерно столько же было списано старых Т3 (1972—1973 годов выпуска). Про поставки КТ4 по годам смотрите здесь.
В конце 1980-х годов была начата стройка эстакады через железную дорогу, по которой пролегала новая линия от Универсама до ул. Восстания с перспективой продления до микрорайона «Бештау». Из-за экономического кризиса начала 1990-х годов строительство затянулось. В начале 1990-х годов вступил в строй новый трамвайно-автомобильный мост через Подкумок рядом со старым мостом. После этого движение по старому мосту закрыто, и он постепенно разрушается.

### 1990-е годы
Несмотря на кризис, в начале 1990-х годов пятигорский трамвай переживал свой расцвет. Почти все Т3 и КТ4 были сцеплены в двухвагонные поезда. На линиях работало около 40 поездов. Маршрут № 5 отменили, и по состоянию на 1994 год работали всё те же 4 традиционных маршрута (см. выше). Двухвагонные поезда были очень вместительны, для связи между вагонами и диспетчером через контактную сеть использовалась прогрессивная система «Пульсар», трамваи ходили часто и почти без сбоев.
В 1994 году был пущен маршрут № 6 «Вокзал — Георгиевская ул.» Поводом к открытию этого маршрута послужило, по-видимому, стремительное развитие вещевых и продовольственных рынков в районе Георгиевской ул. Для подвоза многочисленных продавцов и покупателей из окрестных сёл и городов стал использоваться именно маршрут № 6. Из-за его появления сократился выпуск на остальные маршруты. В конце 1994 году открыли эстакаду и долгожданную линию (первую очередь) «Универсам» — «ул. Восстания» (треугольник на пятачке). Был пущен маршрут № 7 «Вокзал» — «ул. Восстания». При этом была заказана партия последних в истории Пятигорска чешских трамваев KТ4 — их количество было доведено до 35 шт.
Вагонный парк старел, но закупать вагоны у чехов стало экономически невыгодно. Управление обратилось к отечественным производителям. Первые 2 вагона модели 71-615 производства Усть-Катавского завода появились на улицах Пятигорска во второй половине 1995 года. Тогда же, наконец, вступил в строй участок (вторая очередь) «ул. Восстания» — «микрорайон Бештау» общей длиной 6,4 км, связавший микрорайон «Бештау» с центром города. Был продлён маршрут № 7 и пущен маршрут № 8 «ул. Георгиевская» — «микрорайон Бештау». Общая протяжённость трамвайных путей составила 47,8 км. Из-за увеличения числа маршрутов пришлось расцепить поезда KТ4.
В 1997 году был отменён маршрут № 3 «Скачки» — «Горячеводская пл.», заменённый на удлинённый маршрут № 5 «5-й переулок» — «Георгиевская ул.». Но число выходов на маршруте № 5 оказалось намного меньше, то есть равноценной замены не получилось. Тогда же были удлинены маршруты № 6 и № 7 до ост. «Колхозная пл.». Было закуплено ещё 9 вагонов модели 71-615 (пятое российское поколение трамваев).

### Рубеж тысячелетий (2000-е годы)
В 2000 году отменили маршрут № 6, полностью дублируемый маршрутом № 5, благодаря чему на последнем удалось увеличить число выходов. Трамвай продолжал усердно работать — к 1999—2000 годам ежегодные трамвайные перевозки уже достигли отметки 80 млн пассажиров, выпуск вагонов на линию составлял более 70 единиц, работало несколько двухвагонных поездов. Но к этому времени многие «Татры» Т3 окончательно состарились, а закупать новые вагоны КТМ оказалось невыгодно. Из-за сильнейшего износа вагонов вот-вот назревал кризис. Но решение было найдено быстро: пятигорчане решили закупать подержанные вагоны модели Tatra T4D в Германии. Германия как раз переходила на более совершенный подвижной состав, а старые «Татры» распродавала в другие страны. В течение 2001—2003 годов в Пятигорск поступило 18 таких вагонов, выпущенных в 1978—1983 годах и долгое время работавших в восточногерманском городе Галле. Благодаря закупке этих не новых, но вполне работоспособных вагонов удалось списать несколько совсем уж старых Т3 выпуска 1973—1976 годов. В 2002 году были расцеплены последние двухвагонные поезда — с этого времени все вагоны работают поодиночке.
В конце 2000-х годов была предпринята попытка разработки фирменной цветовой схемы раскраски вагонов. Основными цветами бортов трамвайных вагонов стали белый, жёлтый и светло-зелёный. Трамвай за свою 100-летнюю историю пережил несколько войн и кризисов, но тем не менее продолжает исправно трудиться и перевозить жителей Пятигорска и его многочисленных гостей. Яркие вагоны четырёх моделей в количестве 40 единиц ходят по семи маршрутам (общей длиной около 48 км) и перевозят порядка 70-80 млн человек в год.
В 2015 году введена в действие система «Электронный кошелёк», которая позволяет оплачивать проезд специальной электронной картой. В 2019 году была снова модернизирована. Появилась возможность оплачивать проезд бесконтактными банковскими картами, а также с помощью устройств, поддерживающих технологию бесконтактной оплаты. Были заменены терминалы, которые стали более быстрыми с меньшим количеством отказов..
Последние актуальные сведения о маршрутах следования и расписании рейсов трамваев — первых утренних и последних вечерних — можно уточнить в диспетчерской на остановках «просп. 40 лет Октября» (угол просп. Кирова) и «Белая Ромашка». На многих остановках установлены трафареты с интервалом движения вагонов. На конечной остановке маршрута № 1 и у стрелочного перевода на ул. Теплосерной располагается расписание маршрута трамвая № 1 «Колхозная площадь — Мясокомбинат». В 2020 году у трамвайного управления появился аккаунт в социальной сети Instagram, где регулярно публикуется актуальное расписание движения вагонов.
Кризис с вирусом 2020 года в апреле привёл к падению пассажиропотока на 90 % и на линию вместо 48 вагонов выходили 10-15 вагонов, отменено плановое подорожание проезда с 21 до 23 руб. 1 июня 2020 года стоимость проезда повысилась до 23 рублей за одну поездку. С 1 июля по 30 сентября 2020 года проходила маркетинговая кампания, во время которой владельцы бесконтактных банковских карт Visa, оплачивая проезд в трамвае, получали скидку 4 рубля за одну поездку.
С 2021 года трамвайный парк перешёл в собственность правительства Ставропольского края.

## Маршрутная сеть
| № | Конечные пункты                        | Конечные пункты                        | Маршрут следования | Интервал                       |
| - | -------------------------------------- | -------------------------------------- | --- | ------------------------------ |
| 1 | «Колхозная площадь - Мясокомбинат»     | «Колхозная площадь - Мясокомбинат»     | ул. Февральская — просп. Кирова — ул. Теплосерная                                                                          | 40 минут                       |
| 2 | «Белая ромашка - 5-й переулок»         | «Белая ромашка - 5-й переулок»         | ул. Пальмиро Тольятти — ул. Февральская — просп. Кирова — просп. 40 лет Октября — ул. Орджоникидзе                         | 10 минут                       |
| 3 | «Скачки - ул. Георгиевская»            | «Скачки - ул. Георгиевская»            | ул. Февральская — просп. Кирова — просп. 40 лет Октября                                                                    | час пик                        |
| 4 | «Белая Ромашка» — «Горячеводский»      | «Белая Ромашка» — «Горячеводский»      | ул. Орджоникидзе — просп. 40 лет Октября — просп. Кирова — ул. Теплосерная                                                 | От 20 минут до 1 часа 20 минут |
| 5 | «5-й переулок - ул. Георгиевская»      | «5-й переулок - ул. Георгиевская»      | ул. Пальмиро Тольятти — ул. Февральская — просп. Кирова — просп. Советской Армии — ул. Лысогорская                         | От 25 минут до 1 часа          |
| 6 | «мкрн «Белая ромашка» - пл. Колхозная» | «мкрн «Белая ромашка» - пл. Колхозная» | ул. Февральская — просп. Кирова — просп. 40 лет Октября — ул. Орджоникидзе                                                 | Полностью отменён              |
| 7 | «Колхозная площадь» — «мкр. Бештау»    | «Колхозная площадь» — «мкр. Бештау»    | ул. Февральская — просп. Кирова — просп. 40 лет Октября — ул. Бульварная — ул. Розы Люксембург — ул. Ессентукская          | 20 минут                       |
| 8 | «мкрн «Бештау» - ул. Георгиевская»     | «мкрн «Бештау» - ул. Георгиевская»     | ул. Ессентукская — ул. Розы Люксембург — ул. Бульварная — просп. 40 лет Октября — просп. Советской Армии — ул. Лысогорская | От 20 минут до 1 часа 10 минут |

### Особенности движения вагонов
По состоянию на январь 2020 года по маршруту № 1 ходит два вагона. В часы пик продлевается маршрут следования вагонов, следующих по маршруту № 3 до «5-го переулка». В этом случае со стороны кабины ставится трафарет «в депо».

## Трамвайный парк
| Парк                                  | Дата открытия        | Дата открытия        | Нумерация вагонов | Адрес                             | Обслуживаются маршруты | Примечание |
| ------------------------------------- | -------------------- | -------------------- | ----------------- | --------------------------------- | ---------------------- | --- |
| Пятигорский филиал ГУП СК «Крайтранс» | 1 сентября 1903 года | 1 сентября 1903 года | 0х, 0хх           | г. Пятигорск, проспект Кирова, 85 | 1,2,3,4,5,7,8.         | Все маршруты проходят через остановку «проспект 40 лет Октября» (парк им. Кирова), где располагается узловая диспетчерская. Центральная диспетчерская находится на ост. «Колхозная площадь». |

## Подвижной состав
| Фото | Модель      | Модель      | Количество                          | Примечание                                                                         |
| ---- | ----------- | ----------- | ----------------------------------- | ---------------------------------------------------------------------------------- |
|      | Tatra KT4SU | Tatra KT4SU | 28 вагонов                          |                                                                                    |
|      | Tatra T4D   | Tatra T4D   | 9 вагонов                           | Закуплены б/у в Галле                                                              |
|      | 71-615      | 71-615      | 9 вагонов                           | Разработаны для городов c трамвайной колеёй 1000 мм, в другие города не поступали. |
|      | Tatra KT4D  | Tatra KT4D  | 8 вагонов                           | Закуплены б/у в Котбусе и Эрфурте                                                  |
|      | Tatra T3SU  | Tatra T3SU  | 6 вагонов: 1 линейный и 5 служебных | С узкоколейной тележкой                                                            |
|      | Tatra KT4DМ | Tatra KT4DМ | 3 вагона                            | Закуплены б/у в Гере. До поступления в Геру вагон № 13 работал в Берлине           |
|      | 71-411      | 71-411      | 5 вагонов                           |                                                                                    |

## Пятигорский трамвай в культуре
История города Пятигорска неразрывно связана с городским электрическим транспортом.
- В 1918 году Пятигорский городской трамвай начал выпуск бон, которые могли быть использованы для оплаты в трамвае или покупки товаров и услуг в магазине трамвайного управления. В ходу были боны номиналом 1, 2 и 3 копейки. На лицевой стороне боны на заднем плане был изображён дореволюционный герб Пятигорска, впереди надпись «П. Г. У. Бон ценностью в 3 к.». На оборотной стороне на фоне городского герба была надпись «Обменивается на наличные деньги в городской кассе и кассе Пятигорского трамвая»[17].
- Некоторые кадры художественного фильма 1958 года «Жених с того света» в главной роли с Георгием Вициным и Ростиславом Пляттом снимались в центре Пятигорска. Дважды в кадр попадает Пятигорский трамвай марки Lowa или Gotha на пересечении ул. Дзержинского и просп. Кирова[18].
- В Пятигорске с конца 2000-х годов работает общественная молодёжная организация с названием «Пятигорский трамвай»[19].

### Социальные сети
- Сообщество «ВКонтакте». vk.com. Дата обращения: 30 ноября 2019.
- Сообщество в «Facebook». www.facebook.com. Дата обращения: 30 ноября 2019.